# 1724
Évszázadok: 17. század – 18. század – 19. század
Évtizedek: 1670-es évek – 1680-as évek – 1690-es évek – 1700-as évek – 1710-es évek – 1720-as évek – 1730-as évek – 1740-es évek – 1750-es évek – 1760-as évek – 1770-es évek
Évek: 1719 – 1720 – 1721 – 1722 –  1723 – 1724 – 1725 – 1726 – 1727 – 1728 – 1729

## Események

### Határozott dátumú események
- május 29. – XIII. Benedek pápa megválasztása.[1]
- június 23. – Az Orosz Birodalom és az Oszmán Birodalom megkötik a konstantinápolyi szerződést(wd), amelyben megegyeznek Perzsia felosztásában.[2]
- december 7. – A thorni vérfürdő.[3]

### Határozatlan dátumú események
- az év folyamán – Kolozsváron ettől az évtől működik a posta.[4]

## Születések
- április 22. – Immanuel Kant, német filozófus († 1804)
- május 7. – Dagobert Sigmund von Wurmser elzászi származású katonatiszt, német-római császári tábornagy († 1797)
- június 2. – Friedrich Gottlieb Klopstock, német költő († 1803)
- június 27. – Csapody László, jezsuita rendi tanár, költő († 1791)
- július 10. – Eva Ekeblad svéd grófnő, az első nő, akit beválasztottak a Svéd Tudományos Akadémia tagjai közé († 1786)
- december 11. – Károly Tivadar pfalzi és bajor választófejedelem († 1799)
- december 13. – Franz Ulrich Theodor Aepinus német csillagász, matematikus, fizikus, természetfilozófus († 1802)
- december 18. – Hannoveri Lujza, V. Frigyes dán király első feleségeként Dánia és Norvégia királynéja († 1751)

## Halálozások
- március 7. – XIII. Ince (eredeti nevén Michelangelo dei Conti), római pápa (* 1655)
- december 24. – Apáti Miklós, református prédikátor (* 1662)